# Øyenkilen
Øyenkilen este o localitate din comuna Fredrikstad, provincia Østfold, Norvegia, cu o suprafață de 0,38 km² și o populație de 336 locuitori (2013).